# ماسيميليانو كارليني
ماسيميليانو كارليني (بالإيطالية: Massimiliano Carlini)‏ (20 أغسطس 1986 بتيراتشينا في إيطاليا - ) هو لاعب كرة قدم إيطالي في مركز الهجوم. لعب مع نادي فروسينوني ونادي كريمونيسي ونادي ليكو وسورينتو كالتشيو ‏ وايه إس دي سامبينديتيس كالتشيو ‏ وAC Isola Liri ‏.

## وصلات خارجية
- ماسيميليانو كارليني على موقع قاعدة بيانات كرة القدم.إي يو (الإنجليزية)
- ماسيميليانو كارليني على موقع Soccerway.com (الإنجليزية)
- ماسيميليانو كارليني على موقع AS.com (الإسبانية)